# Jongbiru
Jongbiru is een bestuurslaag in het regentschap Kediri van de provincie Oost-Java, Indonesië. Jongbiru telt 4399 inwoners (volkstelling 2010).